# Comunità ebraica di Nuceria
L'esistenza, nell'antichità, di una comunità ebraica a Nuceria, è nota agli storici solo dagli anni novanta del XX secolo, a seguito di ritrovamenti archeologici avvenuti nella cosiddetta necropoli di San Clemente, il cui scavo ha restituito varie facies archeologiche, dall'epoca ellenistica fino a epoche imperiali e tarodimperiali. 

## Caratteri della presenza ebraica a Nuceria
La presenza giudaica a Nuceria Alfaterna s'inserisce in un vasto e radicato fenomeno di frequentazione e popolamento della Campania antica da parte di ebrei, ben attestato attraverso ritrovamenti accumulatisi nel tempo, che hanno permesso di identificare le comunità ebraiche di Napoli, Pozzuoli, Bacoli, Capua, Nola, Marano, Brusciano, Pompei, Ercolano, Stabiae e Salerno.
Sull'esistenza di una comunità ebraica a Nuceria Alfaterna, seppur probabile, si registrava invece il totale silenzio delle fonti storiche e archeologiche. Le epigrafi giudaiche di San Clemente, quindi, possono essere lette come chiare testimonianze dell'insediamento di una locale comunità ebraica di età imperiale, precedentemente non conosciuta da alcuna altra fonte.
I ritrovamenti riguardano l'esistenza di figure istituzionali, attestate dalle iscrizioni greche gramateus e presbytera, la cui esatta funzione sociale è di non facile e univoca individuazione da parte degli studiosi. La prima di esse, maschile, viene di solito ricondotta a un vasto ventaglio di ipotesi interpretative: "lettore della legge" (vale a dire un conoscitore della legge ebraica), esperto di questioni giuridiche, redattore di negozi e atti di stato civile (matrimonio, divorzio,...), segretario della comunità, ma anche scriba, oppure copista dei rotoli della legge. L'attestazione femminile presbytera, più rara, è di ancor più incerta identificazione: doveva quindi trattarsi, probabilmente, di un ruolo religioso all'interno di una comunità ebraica, distinto e autonomo dal ruolo, certamente amministrativo, ricadente invece sul gramateus.
Tali elementi rivelano, inoltre, che la presenza ebraica non doveva essere né effimera né occasionale, ma nelle forme di una comunità stabilmente radicata e fortemente strutturata, tanto da richiedere la presenza di cariche che adempissero a funzioni istituzionali sia in campo civile sia in ambito religioso.